# Koratagere
Koratagere è una suddivisione dell'India, classificata come town panchayat, di 13.638 abitanti, situata nel distretto di Tumkur, nello stato federato del Karnataka. In base al numero di abitanti la città rientra nella classe IV (da 10.000 a 19.999 persone).

## Geografia fisica
La città è situata a 13° 31' 22 N e 77° 13' 59 E e ha un'altitudine di 749 m s.l.m..

## Società

### Evoluzione demografica
Al censimento del 2001 la popolazione di Koratagere assommava a 13.638 persone, delle quali 6.927 maschi e 6.711 femmine. I bambini di età inferiore o uguale ai sei anni assommavano a 1.475, dei quali 765 maschi e 710 femmine. Infine, coloro che erano in grado di saper almeno leggere e scrivere erano 9.710, dei quali 5.359 maschi e 4.351 femmine.